# Joe Frazier
Joseph William »Joe« Frazier, ameriški boksar, * 12. januar 1944, Beaufort, Južna Karolina, ZDA, † 7. oktober 2011, Philadelphia, Pennsylvania, ZDA.
Frazier, z vzdevkom »Smokin' Joe«, je nekdanji olimpijskih in svetovni boksarski prvak v težki kategoriji. Njegova profesionalna kariera je trajala med letoma 1965 in 1976, s krajšim povratkom leta 1981. Boksarski svet je opozoril nase konec šestdesetih let, ko je premagal tekmece, kot so bili Jerry Quarry, Oscar Bonavena, Buster Mathis, Eddie Machen, Doug Jones, George Chuvalo in Jimmy Ellis, na poti do naslova svetovnega boksarskega prvaka leta 1970. Temu je sledil »Fight of the Century« (»Dvoboj stoletja«) leta 1971 in zmaga proti pred tem še nepremaganem Muhammadu Aliju. Dve leti za tem je Frazier naslov izgubil proti Georgu Foremanu. Vrnil se je z zmago proti Joeju Bugnerju, nato izgubil proti Aliju ter ponovno premagal Quarryja in  Ellisa. Frazierjeva zadnja priložnost za povrnitev naslova svetovnega boksarskega prvaka je prišla leta 1975, ko ga je ponovno premagal Ali v dvoboju znanem kot »Thrilla in Manila«. Po še enem porazu proti Foremanu se je leta 1976 upokojil. Za krajši čas in le en profesionalni dvoboj se je vrnil leta 1981. V svoji profesionalni karieri je dosegel 32 zmag, pet porazov in en remi.
Mednarodna organizacija za raziskavo boksa (IBRO) postavlja Frazierja med deset najboljših boksarjev v težki kategoriji vseh časov. Sprejet je tako v Mednarodni boksarski hram slavnih, kot tudi v Svetovni boksarski hram slavnih. Septembra 2011 so ga sprejeli v bolnišnico zaradi raka jeter. Za posledicami bolezni je umrl 7. oktobra 2011 v starosti sedeminšestdesetih let.

## Boksarski dvoboji
| 32 zmag (27 s prekinitvijo , 5 z odločitvijo), 5 porazov (4 z odločitvijo, 3 s prekinitvijo), 1 remi |        |                  |     |             |                    |                                                                     | |
| Rez.                                                                                                 | Niz    | Nasprotnik       | Tip | Runda (čas) | Datum              | Lokacija                                                            | Opombe                                                                                              |
| Remi                                                                                                 | 32–4–1 | Floyd Cummings   | MD  | 10          | 3. december 1981   | International Amphitheatre, Chicago, Illinois, ZDA                  | |
| Poraz                                                                                                | 32–4   | George Foreman   | TKO | 5 (12)      | 15. junij 1976     | Nassau Coliseum, Uniondale, New York, ZDA                           | Za naslov prvaka v težki kategoriji po NABF.                                                        |
| Poraz                                                                                                | 32–3   | Muhammad Ali     | RTD | 14 (15)     | 1. oktober 1975    | Araneta Coliseum, Quezon City, Metro Manila, Filipini               | »Thrilla in Manila« Za naslov prvaka v težki kategoriji po WBC in WBA ter nagrado The Ring.         |
| Zmaga                                                                                                | 32–2   | Jimmy Ellis      | TKO | 9 (12)      | 2. marec 1975      | St Kilda Junction Oval, Melbourne, Viktorija, Avstralija            | |
| Zmaga                                                                                                | 31–2   | Jerry Quarry     | TKO | 5 (10)      | 17. junij 1974     | Madison Square Garden, New York, New York, ZDA                      | |
| Poraz                                                                                                | 30–2   | Muhammad Ali     | UD  | 12          | 28. januar 1974    | Madison Square Garden, New York, New York, ZDA                      | Za naslov prvaka v težki kategoriji po NABF.                                                        |
| Zmaga                                                                                                | 30–1   | Joe Bugner       | PTS | 12          | 2. julij 1973      | Earls Court Arena, Kensington, London, Anglija, Združeno kraljestvo | |
| Poraz                                                                                                | 29–1   | George Foreman   | TKO | 2 (15)      | 22. januar 1973    | National Stadium, Kingston, Jamajka                                 | Izgubil naslov prvaka v težki kategoriji po WBC in WBA ter nagrado The Ring.                        |
| Zmaga                                                                                                | 29–0   | Ron Stander      | TKO | 5 (15)      | 25. maj 1972       | Civic Auditorium, Omaha, Nebraska, ZDA                              | Zadržal naslov prvaka v težki kategoriji po WBC in WBA ter nagrado The Ring.                        |
| Zmaga                                                                                                | 28–0   | Terry Daniels    | TKO | 4 (15)      | 15. januar 1972    | Rivergate Auditorium, New Orleans, Louisiana, ZDA                   | Zadržal naslov prvaka v težki kategoriji po WBC in WBA ter nagrado The Ring.                        |
| Zmaga                                                                                                | 27–0   | Muhammad Ali     | UD  | 15          | 8. marec 1971      | Madison Square Garden, New York, New York, ZDA                      | »Fight of the Century« Zadržal naslov prvaka v težki kategoriji po WBC in WBA ter nagrado The Ring. |
| Zmaga                                                                                                | 26–0   | Bob Foster       | KO  | 2 (15)      | 18. november 1970  | Cobo Arena, Detroit, Michigan, ZDA                                  | Zadržal naslov prvaka v težki kategoriji po WBC in WBA                                              |
| Zmaga                                                                                                | 25–0   | Jimmy Ellis      | TKO | 5 (15)      | 16. februar 1970   | Madison Square Garden, New York, New York, ZDA                      | Osvojil naslov prvaka v težki kategoriji po WBC in WBA, zadržal po NYSAC.                           |
| Zmaga                                                                                                | 24–0   | Jerry Quarry     | TKO | 7 (15)      | 23. junij 1969     | Madison Square Garden, New York, New York, ZDA                      | Zadržal naslov prvaka v težki kategoriji po NYSAC.                                                  |
| Zmaga                                                                                                | 23–0   | Dave Zyglewicz   | KO  | 1 (15)      | 22. april 1969     | Sam Houston Coliseum, Houston, Texas, ZDA                           | Zadržal naslov prvaka v težki kategoriji po NYSAC.                                                  |
| Zmaga                                                                                                | 22–0   | Oscar Bonavena   | UD  | 15          | 10. december 1968  | Spectrum, Philadelphia, Pennsylvania, ZDA                           | Zadržal naslov prvaka v težki kategoriji po NYSAC.                                                  |
| Zmaga                                                                                                | 21–0   | Manuel Ramos     | TKO | 2 (15)      | 24. junij 1968     | Madison Square Garden, New York, New York, ZDA                      | Zadržal naslov prvaka v težki kategoriji po NYSAC.                                                  |
| Zmaga                                                                                                | 20–0   | Buster Mathis    | TKO | 11 (15)     | 4. marec 1968      | Madison Square Garden, New York, New York, ZDA                      | Osvojil naslov prvaka v težki kategoriji po NYSAC.                                                  |
| Zmaga                                                                                                | 19–0   | Marion Connor    | TKO | 3 (10)      | 18. december 1967  | Boston Garden, Boston, Massachusetts, ZDA                           | |
| Zmaga                                                                                                | 18–0   | Tony Doyle       | TKO | 2 (10)      | 17. oktober 1967   | Spectrum, Philadelphia, Pennsylvania, ZDA                           | |
| Zmaga                                                                                                | 17–0   | George Chuvalo   | TKO | 4 (10)      | 19. julij 1967     | Madison Square Garden, New York, New York, ZDA                      | |
| Zmaga                                                                                                | 16–0   | George Johnson   | UD  | 10          | 4. maj 1967        | Olympic Auditorium, Los Angeles, California, ZDA                    | |
| Zmaga                                                                                                | 15–0   | Jefferson Davis  | TKO | 5 (10)      | 11. april 1967     | Auditorium, Miami Beach, Florida, ZDA                               | |
| Zmaga                                                                                                | 14–0   | Doug Jones       | KO  | 6 (10)      | 21. februar 1967   | Arena, Philadelphia, Pennsylvania, ZDA                              | |
| Zmaga                                                                                                | 13–0   | Eddie Machen     | TKO | 10 (10)     | 21. november 1966  | Olympic Auditorium, Los Angeles, California, ZDA                    | |
| Zmaga                                                                                                | 12–0   | Oscar Bonavena   | MD  | 10          | 21. september 1966 | Madison Square Garden, New York, New York, ZDA                      | |
| Zmaga                                                                                                | 11–0   | Billy Daniels    | RTD | 6 (10)      | 25. julij 1966     | Convention Hall, Philadelphia, Pennsylvania, ZDA                    | |
| Zmaga                                                                                                | 10–0   | Memphis Al Jones | KO  | 1 (10)      | 26. maj 1966       | Olympic Auditorium, Los Angeles, California, ZDA                    | |
| Zmaga                                                                                                | 9–0    | Chuck Leslie     | KO  | 3 (10)      | 19. maj 1966       | Olympic Auditorium, Los Angeles, California, ZDA                    | |
| Zmaga                                                                                                | 8–0    | Don Smith        | KO  | 3 (10)      | 28. april 1966     | Convention Hall, Pittsburgh, Pennsylvania, ZDA                      | |
| Zmaga                                                                                                | 7–0    | Charley Polite   | TKO | 2 (10)      | 4. april 1966      | Arena, Philadelphia, Pennsylvania, ZDA                              | |
| Zmaga                                                                                                | 6–0    | Dick Wipperman   | TKO | 5 (8)       | 4. marec 1966      | Madison Square Garden, New York, New York, ZDA                      | |
| Zmaga                                                                                                | 5–0    | Mel Turnbow      | KO  | 1 (8)       | 4. marec 1966      | Convention Hall, Philadelphia, Pennsylvania, ZDA                    | |
| Zmaga                                                                                                | 4–0    | Abe Davis        | KO  | 1 (8)       | 4. marec 1966      | Hotel Philadelphia Auditorium, Philadelphia, Pennsylvania, ZDA      | |
| Zmaga                                                                                                | 3–0    | Ray Staples      | TKO | 2 (6)       | 28. september 1965 | Arena, Philadelphia, Pennsylvania, ZDA                              | |
| Zmaga                                                                                                | 2–0    | Mike Bruce       | TKO | 3 (6)       | 20. september 1965 | Convention Hall, Philadelphia, Pennsylvania, ZDA                    | |
| Zmaga                                                                                                | 1–0    | Woody Goss       | TKO | 1 (6)       | 16 August 1965     | Convention Hall, Philadelphia, Pennsylvania, ZDA                    | |